# Becksvart kamklobagge
Becksvart kamklobagge (Prionychus melanarius) är en skalbaggsart som först beskrevs av Ernst Friedrich Germar 1813.  Becksvart kamklobagge ingår i släktet Prionychus, och familjen svartbaggar. Enligt den finländska rödlistan är arten sårbar i Finland. Enligt den svenska rödlistan är arten sårbar i Sverige. Arten förekommer i Götaland, Öland och Svealand. Artens livsmiljö är naturlundskogar.